# ホームゲートウェイ

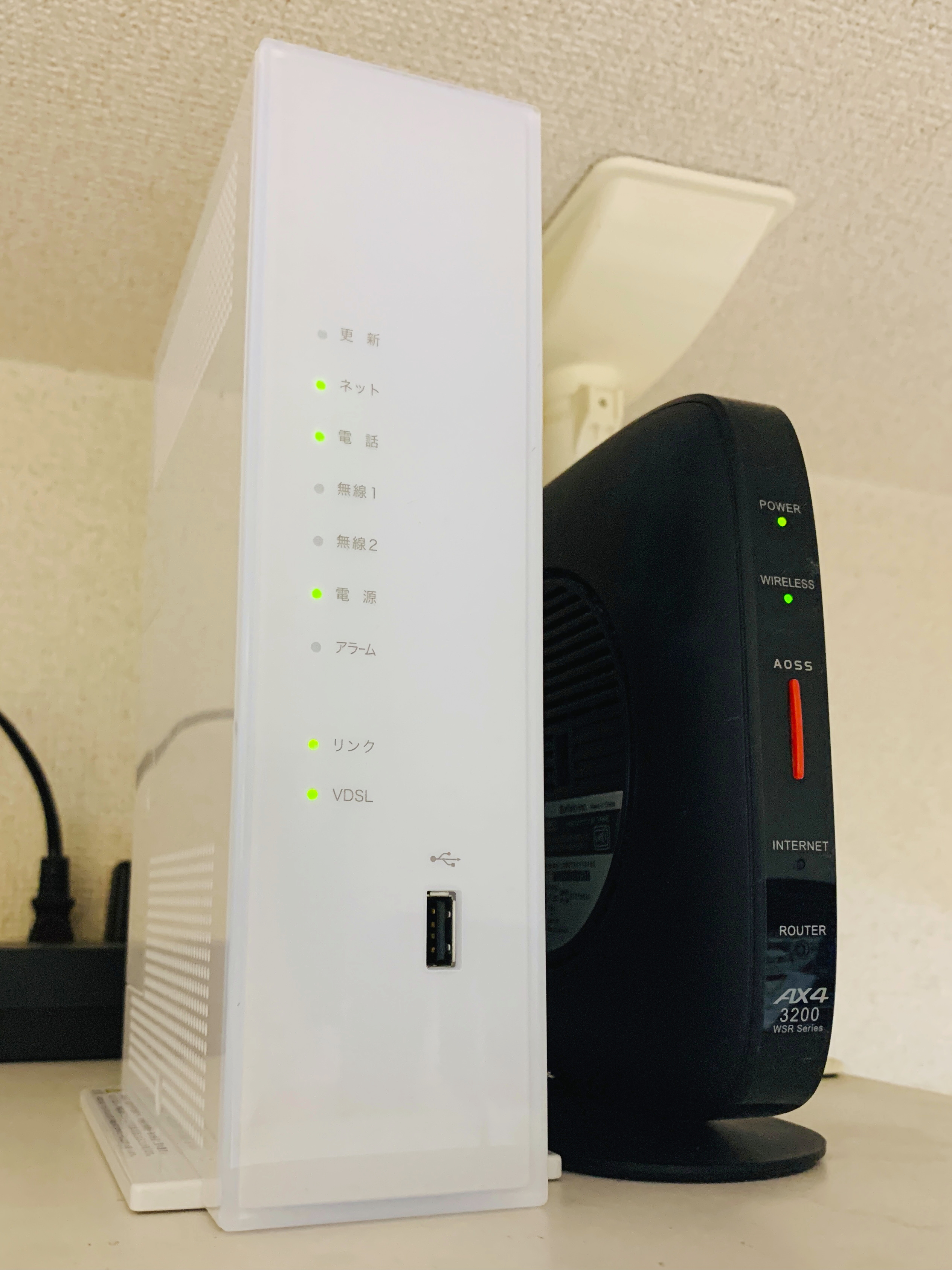
ホームゲートウェイ。ブロードバンドルータ、無線LAN、電話機能等を有する。（右側はWi-Fiルーター）

ホームゲートウェイ（英: home gateway : HGW）またはレジデンシャルゲートウェイ（英: residential gateway : RGW）とは、モデム等を介してLANのホストからWANへのネットワークアクセスを提供する小型の消費者向けルーターである。モデムはホームゲートウェイのハードウェアに統合されている場合と、されていない場合とがある。WANは、より大きなコンピュータネットワークであり、ホームゲートウェイの接続の対象となるWANは一般にインターネットサービスプロバイダ(ISP)によって運営されている。

## デバイス

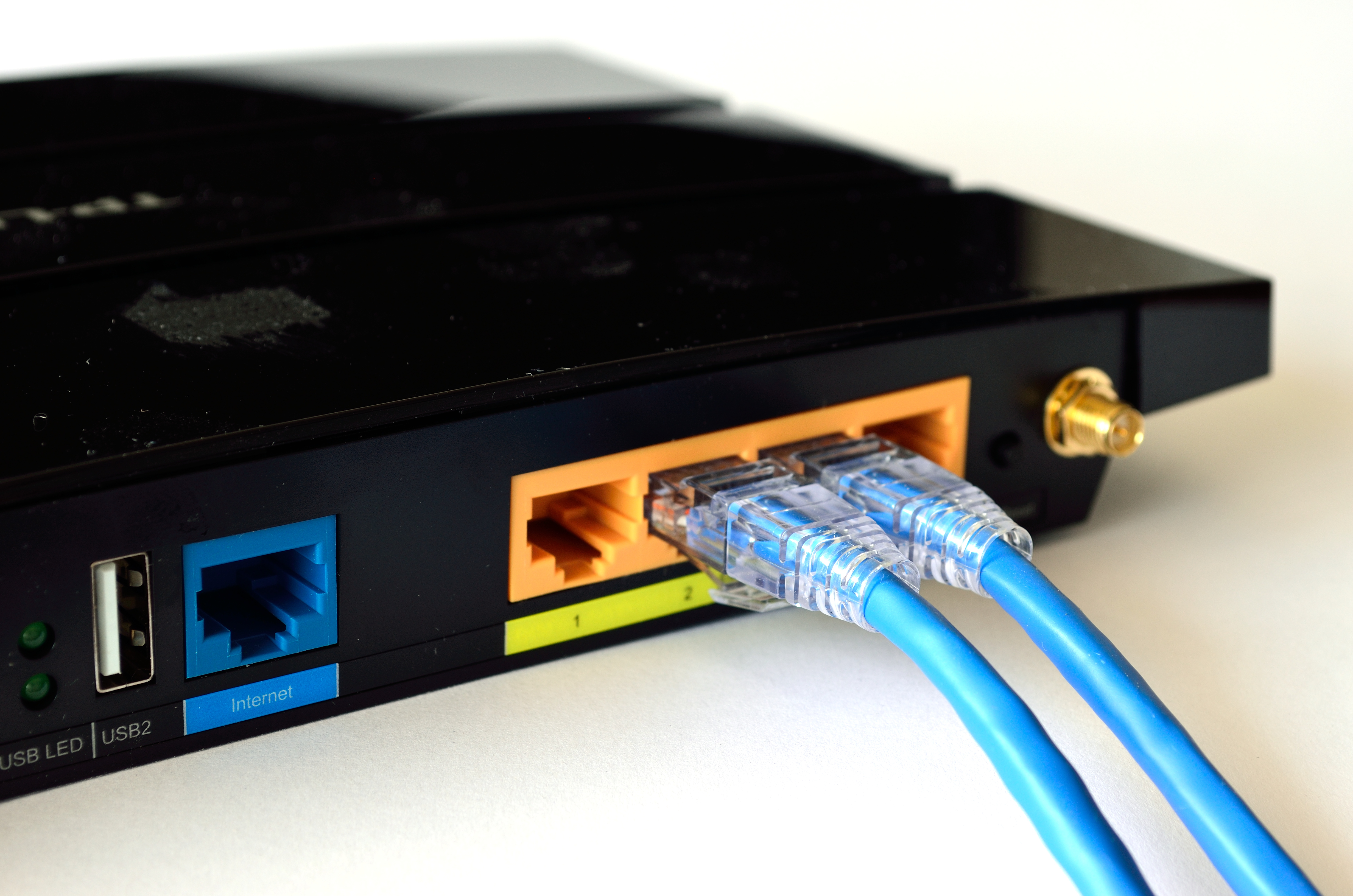
典型的なホームゲートウェイ。単一のインターネット接続が、LANを介して接続された複数の機器によって共有される。

複数の種類のデバイスが「ホームゲートウェイ」と呼ばれている。
- ケーブルモデム
- DSLモデム（英語版）
- 光回線終端装置(ONU)
- 無線ルータ（英語版）[1]
- スイッチングハブ
- VoIPアダプタ
- 無線アクセスポイント
- 有線ルータ

モデム（DSLモデムやケーブルモデム）は、それ自体ではルータの機能を一切提供しない。それは単にATM、イーサネット、PPPのトラフィックが電話線、ケーブルワイヤ、光ファイバー、無線によって送受信されるのを可能にするだけである。受信側には、伝送フォーマットをデジタルデータパケットに再変換する別のモデムがある。これにより、電話、ケーブル、光、無線の接続方法を使用したネットワークブリッジングが可能になる。モデムは認証プロトコルも提供するので、接続の両端にあるデバイスは互いに認識できる。ただし、モデムは一般に他のネットワーク機能をほとんど提供しない。
- USBモデムは1台のPCに接続し、接続した1台のPCのみをWANに接続できる。正しく設定されていれば、PCは家庭内LANのルータとしても機能する。
- 内蔵モデムを単一のPC（例えばPCIカードで）に取り付けることもできる。これにより、そのPCをWANに接続することができる。また、PCを家庭内LAN用のルータとして機能するように構成することもできる。

無線アクセスポイントは、モデムと同じように機能する。無線ルータまたはアクセスポイントがWAN上にも存在する場合は、ホームLANからWANへの直接接続を許可できる。
ただし、現在では多くのモデムが下記の機能を組み込んでおり、現在では「ホームゲートウェイ」と言えば下記の機能を持ったもののことを指す。

## 機能
一般にホームゲートウェイは下記の機能を提供する。
- Webインタフェースによる設定[2]
- ホームネットワークとインターネット間のルーティング機能
- ホームネットワーク内の接続のためのスイッチングハブ機能
- IPv4用のネットワークアドレス変換(NAT)[3]
- IPv4用のDHCPサーバ、およびIPv6用のルータ広告の送信
- ファイアウォール機能
- 内蔵モデム

また、ダイナミックDNSなどの他の機能を提供するものもある。
ほとんどのルータは、内蔵されたファームウェアを使用する自己完結型のコンポーネントである。それらは一般的にオペレーティングシステム(OS)に依存しない。すなわち、どんなOSからでもアクセスすることができる。
無線ルータはルータと同じ機能を持つが、無線デバイスをLANに接続したり、無線ルータと別の無線ルータ間で接続することもできる（無線ルータ間の接続は、同一LAN内であってもLANとWANの間であっても良い）。

## セキュリティ
低コストの生産性と使いやすさの要求のため、ホームゲートウェイはネットワーク攻撃に対して脆弱になっている。これまでは、そのような脆弱なデバイスによる大規模なクラスタが、DDoS攻撃を実行するために使用されていた。この脆弱性の大部分はルータのWeb管理コンソールに存在し、デフォルトパスワード、ベンダのバックドア、Webの脆弱性のいずれかを介した不正な制御が可能となっていた。